# 武汉市第二中学
武汉市第二中学（英語：Wuhan No.2 High School），简称武汉二中或二中，是一所位于湖北省武汉市江岸区的全日制公办普通高级中学。
学缘可以追溯至1939年底黄州人程文华筹办的私立广雅中学。1942年，更名为汉口市立第二中学，1944年因抗日战争停办，1946年恢复建制定名为汉口市立第二男子中学，1955年定名为武汉市第二中学。学校坐落于武汉市汉口中山大道北端，占地48亩，2025年有教职工246人，其中专任教师216人。
武汉市第二中学办学水平得到各级党委、政府和教育主管部门的高度评价，是中华人民共和国湖北省省级重点中学、省级示范学校，曾获“全国教育系统先进集体”、“全国学校民主管理先进单位”、“全国模范职工之家”、“全国绿色学校创建活动先进学校”、“全国群众体育先进单位”等光荣称号。

## 名称沿革
武汉市第二中学1939年创办之时为广雅学会设立之私立中学，故名为“私立广雅中学”，简称“广中”。1942年，私立广雅中学被移交给汉口特别市教育局，同时更名为“汉口市立第二中学”，简称“市（立）二中”；一说名为“汉口市立第二男子中学”，简称“市（立）二男中”或“市男二中”。1944年停办，1946年复办并定名为“汉口市立第二男子中学”；一说为“汉口市立第二中学”。1949年，武汉三镇合并，学校由武汉市教育局接管并更名为“武汉市立第二男子中学”，简称“武汉二男中”或“（市）二男中”。1955年，武汉市教育局对全市普通中学名称使用顺号编排，学校定名为“武汉市第二中学”，简称“武汉二中”或“（市）二中”沿用至今。同时，在对外交流时使用“Wuhan No.2 High School”作为英文校名。

## 历史沿革

### 汪精卫国民政府时期（1939-1945年）
1939年底，毕业于私立北平辅仁大学史学系的湖北黄州（今湖北省黄冈市黄州区）人程文华，与程德义一齐筹办私立广雅中学。最初计划将校址设在汉口民权路洪益巷夏口县署。

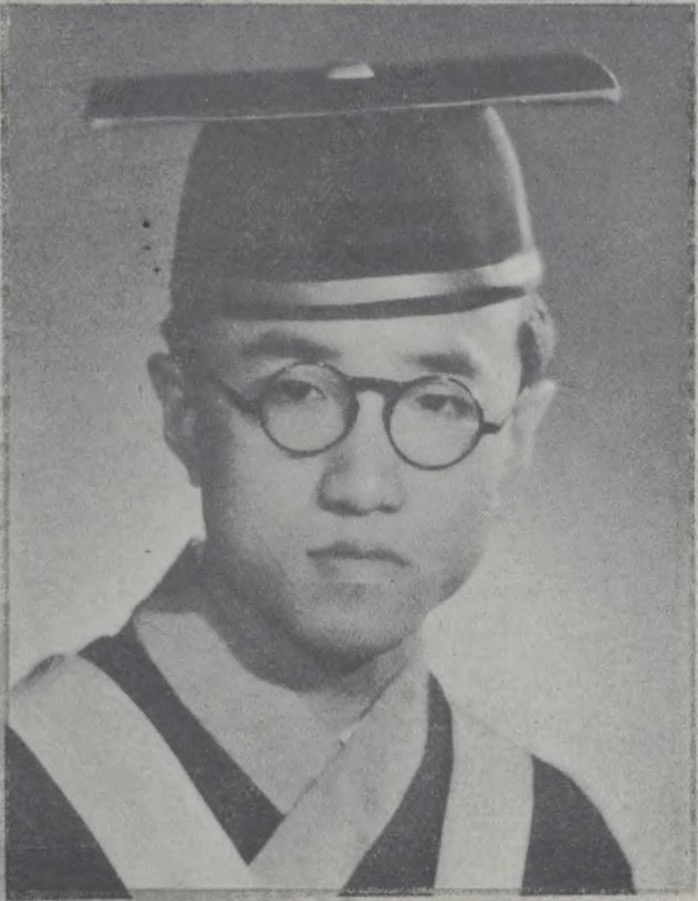
私立广雅中学与汉口市立第二中学校长程文华

1940年3月，广雅学会为纪念张之洞，在汪精卫国民政府治下的武汉特别市政府武汉市参议府的官款支持下，设立该校，校址暂设于汉口四民街。5月，校址迁至汉口民权路洪益巷旧法院（即原定计划附近），并开始招生。学校设有高中、初中及附屬小學“私立漢口廣雅小學”。首任校长由时任武汉市参议府参事郑兰溪担任，教务主任为程文华。9月，汪精卫国民政府调整行政区划，将武汉特别市改为汉口特别市。
1941年7月19日，汪精卫国民政府教育部发布训令决定“奖励私立学校之恢复及创办”。7月31日，经汉口特别市政府转咨汪精卫国民政府教育部，复经教育部复字五一四一号咨府，私立广雅中学正式获准立案。学校是汪精卫国民政府设立汉口特别市后，汉口特别市首个在汪精卫国民政府教育部成功立案的私立中学。8月，学校已拥有高、初中及附小学生共计1400余名，办学成绩显著，尤以其国文教学的改进广受赞誉。
1942年1月，因学校资金紧缺无法推进校务，广雅学会向汉口市政府提交呈文，请求政府接收学校并将全部校舍财产无条件捐赠政府，同时请求政府将拨给学校的补助转拨给广雅学会用于考试等用途。1月23日，汉口市政府批复同意由政府接收学校，并指示汉口市教育局随即开展改组工作，但以“本府经费紧缩，仍须抱注应用”为由拒绝了转拨补助款的请求。1月26日，汉口市教育局完成制定初步改组计划并呈市政府批准。1月30日，汉口市政府批准计划，将广雅中学改组为汉口市立第二中学，并避免校务中断而任命程文华为筹备主任，日本人小野强为嘱托，所有在校学生需接受转学试验，由教育局各高级职员负责命题、监考和阅卷工作。2月11日，程文华被汉口特别市政府任命为校长。2月4日，汉口市教育局令程文华提交原私立广雅中学财产器物、原有教职员工人数、原有学生人数清册。3月1日，汉口市教育局确认清册内容正确，并呈市政府。3月7日，汉口市政府准予备案。8月17日，因校长程文华出国深造，由汉口特别市教育局第二科科长黄庆云继任校长职务。
1943年4月，汉口特别市教育局组织“汉口特别市青少年代表团”赴南京参加汪精卫国民政府还都三周年庆祝大典，代表团由二男中及其他五所市属中学挑选的55名学生组成，耿佛廑任团长。汉口特别市青少年代表团在接受汪精卫、周佛海与陈公博的检阅后，被评为第一。
1944年12月，美国陆军航空军开始对汪精卫国民政府控制下的汉口展开一系列大规模空袭行动，汉口市立第二中学因遭轰炸而停办。
1945年1月，汉口特别市政府将停办的汉口市立第二中学并入汉口市立第一中学。9月，国民政府收复武汉，汉口仍为直辖市。10月1日，正式成立汉口市政府。

### 国民政府时期（1946-1949年）
1946年5月，抗战胜利后，汉口市政府决定恢复创建于1942年的市立二中建制，并委派中华大学（今华中师范大学）毕业的湖北黄冈人陈直在原日租界民治小学的废墟上主持筹建工作，定校名为汉口市立第二男子中学。9月，陈直到职。10月14日上午9时，正式开学上课。

### 1949年至文革前（1949-1966年）

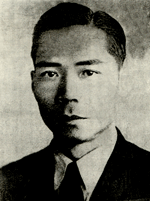
汉口市立第二男子中学校长、武汉市立第二男子中学副校长陈直

1949年5月16日清晨，学校师生在永清街铁路孔磨盘段迎接中国人民解放军先头部队进入汉口。5月24日，武汉市人民政府成立（辖原汉口市、武昌市及汉阳城区）。6月，学校建立中国共产党的基层组织。8月1日，武汉市军管会文教接管部决定将学校移交武汉市教育局管理。8月26日 学校正式更名为武汉市立第二男子中学。9月，武汉市文教局任命方蔚为校长，陈直为副校长。。
1950年6月，朝鲜战争爆发。11月，学校积极响应“抗美援朝，保家卫国”号召，超过50%的学生（共计193人）踊跃报名参军参干。
1952年9月11日，武汉市文教局接管私立树人中学，并将其整体并入武汉市第二男子中学。从武汉解放到1952年，学校共有高中5个班与初中20个班。1951年到1952年，年首义、树人、建华三所私立中学先后并入，分别称为二中一分部、二分部、三分部。
1953年，学校被确定为中南行政区重点中学。
1954年6月，中南行政区撤销，学校即定为湖北省重点中学。7月，武汉遭遇特大洪水，学校成立防汛委员会，组织学生积极投身防汛抢险战斗，高年级学生组成“青年突击队”，迎战大洪水。学校获得湖北省防汛斗争三等红旗奖，学生吴传佩因表现突出被评为一等功臣。
1955年6月17日，武汉市教育局发文规定，全市普通中学名称按顺号编排，学校定名为武汉市第二中学。
1957年，学校各年级政治课全面恢复，并先后开辟了唐家墩、武湖、滠口等处学农基地，面积达50余亩，近5000人次参加了学农劳动。
1958年，实行基层党组织领导下的支部委员分工负责制。9月，武汉市教育局选定武汉市第二中学作为试点，率先在高中三年级试行文理分科教学改革。同年，大办钢铁，学校开办了一所灭火机厂，为改善办学条件和教工生活福利做出了贡献。
1959年，停止文理分科教学改革。
1960年，根据武汉市教育局党委的决定，学校开始招收女生，正式实行男女合校。同年，学校奉命招收了4个小学、初中八年一贯制的班并由从高中抽调的优秀教师任教，试办时成绩优异。同年，学校还与紧邻的三元里小学与沈阳路小学附设的幼儿园实行过一条龙（九年制试验），因结构庞杂，难以管理，仅为时一年即停止试行。
1962年，武汉市第二中学被定为湖北省重点中学。
1963年，湖北省教育厅再次确定市二中为首先办好的18所省重点中学之一。

### 文革时期（1966-1976年）
1966年5月，湖北省委通知各级党委传达和学习中共中央政治局扩大会议通过的《五·一六通知》。6月，“文化大革命”迅速席卷武汉地区各级各类学校。学校被视为“黑重点”，重点中学被取消。6月2日，学校发生揪斗教师事件。6月9日，学校校园内出现大字报《炮轰（学校）党支部》。6月10日，中共武汉市委向武汉市第二中学派驻“文化革命工作组”。6月11日，湖北省委决定派出文化革命工作组进驻武汉地区重点中学。6月下旬，武汉市大、中学校纷纷成立“红卫兵”组织。7月7日，湖北省委发出《关于在中等以上学校进行文化革命运动的意见》，力求把学校的文化大革命纳入党委统一领导之下。8月，市教育局制定《全日制中学1966-1967学年教学计划》，将政治课和语文课合并，改为毛泽东著作选读课，历史、音乐、美术课停开，英语初一年级选修，生物高三年级停开；各年级增加劳动课2-4节；取消班主任制度，成立以学生为主体的班文化革命小组；学校以阶级斗争为主课，精减各科教材和课程。8月2日，中共武汉市委根据湖北省委指示，决定逐步撤出工作组，要求各单位选举成立文化革命委员会或文化革命小组，接替工作组领导各单位的文化大革命。8月8日，中共八届十一中全会通过《中国共产党中央委员会关于无产阶级文化大革命的决定》（俗称《十六条》），宣布要“敢字当头，放手发动群众”，8月9日《武汉晚报》全文刊登。10月中旬，武汉所有学生都有了成立政治组织的自由。多数学校的学生分成两个阵营：老红卫兵组织和毛泽东思想红卫兵。11月，武汉市教育局派工作组至学校领导运动，不久又奉命撤走。
1967年，学校被群众组织夺权，成立革命造反司令部，学校处于无政府状态。4月1日晚上，学校的毛泽东思想红卫兵等组织的办公室被三字兵砸烂。4月13日凌晨，学校部分红卫兵趁新一中革司小将在市委之机，闯进新一中，破坏烧毁 “解放区”的横联，并留下威胁革命小将的反动诗，落款是“特别行动委员会”。4月24日，武汉地区中等学校红色造反联络站（简称“中学红联”）正式宣告成立。5月16日，保皇派群众组织“百万雄师”（全名“武汉地区无产阶级革命派百万雄师联络站”）成立。5月27日，武汉市第二中学“特别行动委员会”保皇派队员与武汉市第二十中学学生发生的冲突导致“二司”学生张昌森死亡，是武汉武斗导致死亡的第一例。6月6日，北京发布《六六通令》，严禁武斗。6月20日，学校召开形势辩论会，辩论“文攻武守”。7月，江青提出“文攻武卫”的口号。7月20日，“七·二〇事件”爆发，“百万雄师”在武汉市第二中学攻打造反派据点。7月21日，“七·二〇事件”的事态在继续扩大着，学校遭到破坏、洗劫。7月26日，“百万雄师”自行解体。
1968年1月，武汉市革命委员会成立。2月，湖北省革命委员会成立。4月6日，省革委会发出《关于中小学复课闹革命的通知》，要求各地进一步推动和巩固学校的大联合，建立三结合的革命委员会，迅速复课闹革命。11月，湖北省和武汉市革命委员会组织“工人、解放军毛泽东思想宣传队（工宣队、军宣队）”进驻学校，知识分子被视为“老九”，教师意志消沉，怒不敢言，学校秩序混乱，教学工作几乎全部停顿。至年底，武汉地区大、中、小学校均成立校革委会，行政第一把手由校革委会主任担任。
1970年2月，全市中学普遍招生，学生数猛增。2月22日，武汉市革委会文化教育局革命领导小组在《关于1970年上学期教育革命的几点意见》中规定：小学一至五年级语文、算术、常识；初中语文、数学、外语、工农业基础等课本用北京教材；小学六年级语文、算术课本使用武汉市编暂用教材；高中一年级课本使用省编教材……。全日制小学、初中每周上课时间不少于24节，高中每周不少22节；半日制小学、初中每周不少于20节（小学天天读20分钟，中学天天读45分钟不包括在内）。中、小学每节课45分钟。
1971年10月25日，10月25日 武汉市文教局决定，从1972年起，全市中学开始四年学制的试验，即初中二年，高中二年。
1976年10月，“文化大革命”结束。

### 改革开放以后（1976年至今）
1978年，撤销中学革命委员会，调整、培训学校领导干部，整顿学校领导机构，实行党支部（总支）领导下的校长分工负责制。4月，学校被确定为武汉市重点中学，但享受省重点中学待遇。6月23日，学校改由武汉市教育局直接领导。8月19日，中共中央转发共青团十大筹委会《关于红卫兵问题的请示报告》。文件下达后武汉市中小学的红卫兵组织即行撤销。
1979年，学校被定为武汉市教育局在全市重点办好的5所中学之内。
1981年，武汉市开始进行学校管理体制综合改革的试验，废除在干部领导职务上实际存在的终身制，并试行干部任期制。庄君明被选拔为校长。
1984年5月22日，经湖北省人民政府批准，学校恢复为湖北省重点中学。
1997 年，学校在原四十二中校址办武汉市第二寄宿学校，为武汉市第一所民办公助性质的学校。
1998年，学校改为单设高中。
1999年，学校被确立为湖北省首批示范性高中。
2001年，学校被湖北省委、湖北省人民政府授予“最佳文明单位”称号。
2007年，学校被中华人民共和国教育部、人事部授予“全国教育系统先进集体”称号。
2008年，学校成功通过湖北省示范性高中督导复评。目前武汉市第二中学是武汉三所经北京大学认定的中国最顶级中学之一。
2013年，学校经湖北省教育厅批准与美国圣玛丽中学合作举办国际高中课程教育项目和中外合作办学项目。
2020年7月，学校被教育部遴选为“新课程新教材实施国家级示范学校”。12月，学校被武汉市教育局认定为“武汉市国际理解教育示范学校”。
2021年，学校被武汉市教育局评为“武汉市普通高中领航学校”。

## 教学情况

### 学校教育制度沿革
1939-1949年的汉口私立广雅中学和汉口市立第二中学均采用“三三制”，即初、高中各3年。1952年秋，学校被选定为武汉市试行初中二部制学校。1953年起，仿苏联学制为学年制，易春秋两季始业为秋季始业。是年原春季毕业的初、高中三年级提前半年毕业。1958年停止试行二部制，改行全日制。1958年，学校高中三年级试行文理分科教学，1959年停止。1960年6月，市二中与三元路小学、沈阳路小学附设幼儿园试行九年“一条龙”学制试验。1961年，仅留市二中初中一年级4个班进行初中5年制试验。1970年1月，全区执行市革命委员会《关于城市中小学教育革命的意见（试行草案）》，实施中学“三二”制。1972年春，又改行中学4年的（初中、高中各为两年）“二二制”。次年秋，初一年级新生恢复实行“三二制”，初、高中二年级仍执行原制不变。恢复秋季始业，春季入学的初、高年级新生原地学习半年。1974年，按学生的文化程度、年龄，分为大班、小班。小班学生留校延长学习一年。1981年，学校执行高中三年制。1998年，学校改为单设高中。

## 对外合作
武汉市第二中学中外合作办学项目（英語：Wuhan No.2 High School Sino-Foreign Cooperative Education Program），又称“圣玛丽中学武汉校区”（英語：St. Mary's - Wuhan）、“武汉二中国际部中美课程项目”，简称“武汉二中中外合作办学项目”，原名“武汉二中国际部”，是一个由武汉市第二中学于2013年9月举办的国际高中课程教育项目和中外合作办学项目。项目办学地点位于武汉市第二中学校园内。该项目设有美国进阶先修课程（AP）项目和国际文凭大学预科课程（IB）项目。中外合作办学项目现任负责人由江岸区教育工会第八届委员会副主席、武汉市第二中学招生办公室副主任王瑷红兼任。

### AP项目

#### 办学沿革
美国进阶先修课程（AP）项目由武汉二中和美国圣玛丽中学于2013年9月联合举办。2012年9月6日，圣玛丽中学校长弗兰克·菲利普斯（Frank Philipps）到访武汉二中并签立协作办学框架意见书。2013年4月11日，湖北省教育厅根据《中华人民共和国中外合作办学条例》及其实施办法批复同意武汉市第二中学举办中外合作办学项目。2013年9月，中外合作办学项目正式开学，首任国际部主任为田辉林，17日早晨，第一届学生会成立，由四名同学组成，分别担任主席、副主席、财务主管、秘书长，任期一年。2022年6月17日，该项目获得全球性非营利教育认证机构Cognia（原AdvancED） 的认证。

#### 学术管理
教学方面，AP项目设中国大陸普通高中课程、美国荣誉课程与美国大学先修课程。中国普通高中课程由武汉市第二中学教师教授，美国大学先修课程由美国圣玛丽中学外籍教师采用英文教授。完成项目规定课程且达到毕业要求的学生，可同时获得武汉市第二中学与美国圣玛丽中学的毕业证书。圣玛丽中学武汉校区现任行政教务长为弗朗索瓦·丹尼尔（François Daneel），学术教务长为泰瑞·马修斯（Terry Matthews）。管理方面，学生在武汉市第二中学校园内的德育管理由武汉市第二中学主导，学生课程参与情况及学术成绩由圣玛丽中学主导，该项目的法律和运营后勤的指导由美国诺林国际教育集团支持。

#### 学生组织
武汉市第二中学中外合作办学项目学生会（英語：Wuhan No.2 High School Sino-Foreign Cooperative Education Program Student Union）是武汉市第二中学中外合作办学项目领导下的学生组织，由一名外籍教师担任指导老师，并由学生会主席、副主席、秘书、财务主管、活动策划、宣传部长、社团社长组成。所有成员都由学生担任，通过一学年一度的学生会竞选选出。竞选采用自愿报名，直接选举，不记名投票的方式选出学生会成员。学生会的基本职能是为全体国际部学生服务，其他职能包括但不限于社团组织、活动策划与组织、宣传运营等。

### IB项目
国际文凭大学预科课程（IB）项目由武汉二中和武汉爱莎文华高级中学于2025年联合举办。2024年12月30日，武汉市第二中学校长肖平安与武汉爱莎国际教育园区总校长贾茜，代表双方学校签订了全面战略合作框架协议。2025年3月30日，“智启未来·AI时代基础教育创新论坛暨武汉二中中外合作办学 IB 项目发布会”在武汉会议中心召开。IB项目设国际文凭大学预科课程（IB）项目，学生完成相关学业考核后，可同时获得武汉二中高中毕业证书与IBDP国际文凭。9月，第一届IB项目开学。

## 课外活动

### 校刊
武汉二中在私立广雅中学时期就出版过校刊《广雅学生》，原订月出十六开本一册，1941年创刊，仅出一期即停，主编程文华、郑燕生。2023年，武汉二中又创办校刊《致远》（英語：ZHI YUAN），3月出第一期后停，由武汉二中团委和校办主办，武汉二中学生会学宣部和武汉二中椿笙文学社承办，并由文学社学生主编，学生自由投稿，高一和高二语文组审核。

### “十大走进”综合实践活动课程

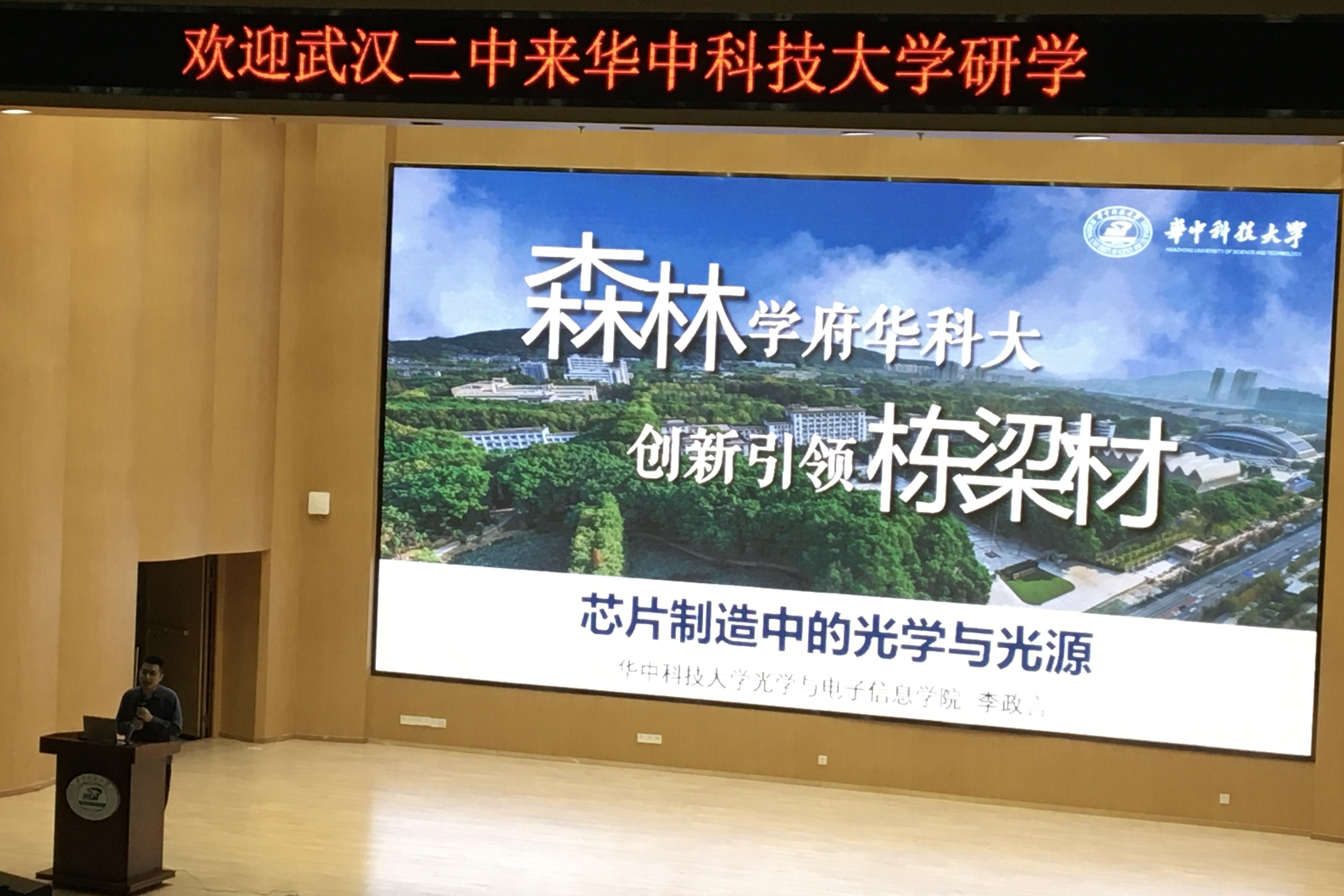
武汉市第二中学在华中科技大学进行“十大走进”活动

“十大走进”即走进军营、走进大山、走进新农村、走进革命老区、走进社区、走进高新企业、走进高校及科研院所、走进革命历史纪念场馆、走进实验室及图书馆、走近名人名家。
该课程体系高度规范化，被正式纳入学校年度教育教学计划，并关联省级综合素质评价平台，确保课时保障与实施规范。其实施采取集中安排（非毕业年级于学期中/期末考试后一周进行，要求全体健康学生参与）与分散安排（根据专家时间灵活穿插在日常教学中）相结合的模式。每次活动均设计为包含活动前准备课程（任务分工、安全教育等）、活动中基地实践课程（实地体验）及活动后总结课程（成果交流分享）的完整流程。
课程实施强调学校、研学服务机构和实践基地三方协作，各司其职，由学校主导课程建设与管理，基地负责体验实施，机构提供桥梁服务，并遵循实效性、实践性和安全性的原则。

### 武汉市第二中学篮球队
武汉二中篮球队建立了按年级划分的3个梯队，建有完善的运动员档案，制定年度、周训练工作计划，有1名专职教练与1名兼任教练。多年来，篮球队每天早上出操、下午训练。
2015年7月，学校男篮在全国高中篮球联赛上取得全国冠军，并受到教育部中学生体育协会篮球分会的关注，获得赴美参加国际中学生篮球邀请赛的资格。12月24日，学校男篮收到来自美国的邀请，参加由普纳荷高中举办的国际中学生篮球邀请赛，并获第七名的成绩。
2017年，学校男篮包揽了湖北省和武汉市男篮比赛的冠军，并代表湖北省组队参加全国中学生运动会，在上海举行的决赛中获得全国第九名的成绩。
2018年1月23日，国际篮联、中国篮联在武汉举行2019年国际篮联篮球世界杯启动仪式，武汉二中学生代表受邀参加篮球世界杯吉祥物入围仪式。
2024年12月30日，学校男篮获得2024年全国“高铁圈”青少年U17男子篮球公开赛湖北赛区冠军。

### 武汉市第二中学模拟联合国社团
2009年6月，在学校支持下，武汉二中2010届学生创立武汉二中模拟联合国社团。自成立后，模联社除在学校内展开活动外，还多次参加国内外模拟联合国会议。
2024年8月，模联社参加了由中国共产主义青年团外交部委员会、外交学院、云南省青年联合会和云南省学生联合会共同举办的第八届全国中学生模拟联合国大会。在会议中，学生们作为埃及代表参会联合国大会第三委员会，并荣获“最佳组织奖”与若干个人奖项。
2024年10月，模联社参加了由中国共产主义青年团武汉大学政治与公共管理学院委员会和武汉大学模拟联合国协会共同举办的第一届武汉青年模拟联合国大会。在会议中，学生以天主教选举联盟主席、社会党党报主编、意大利社会党及社会主义派领袖的身份参会，并荣获“最佳内阁”和若干个人奖项。

## 校园环境

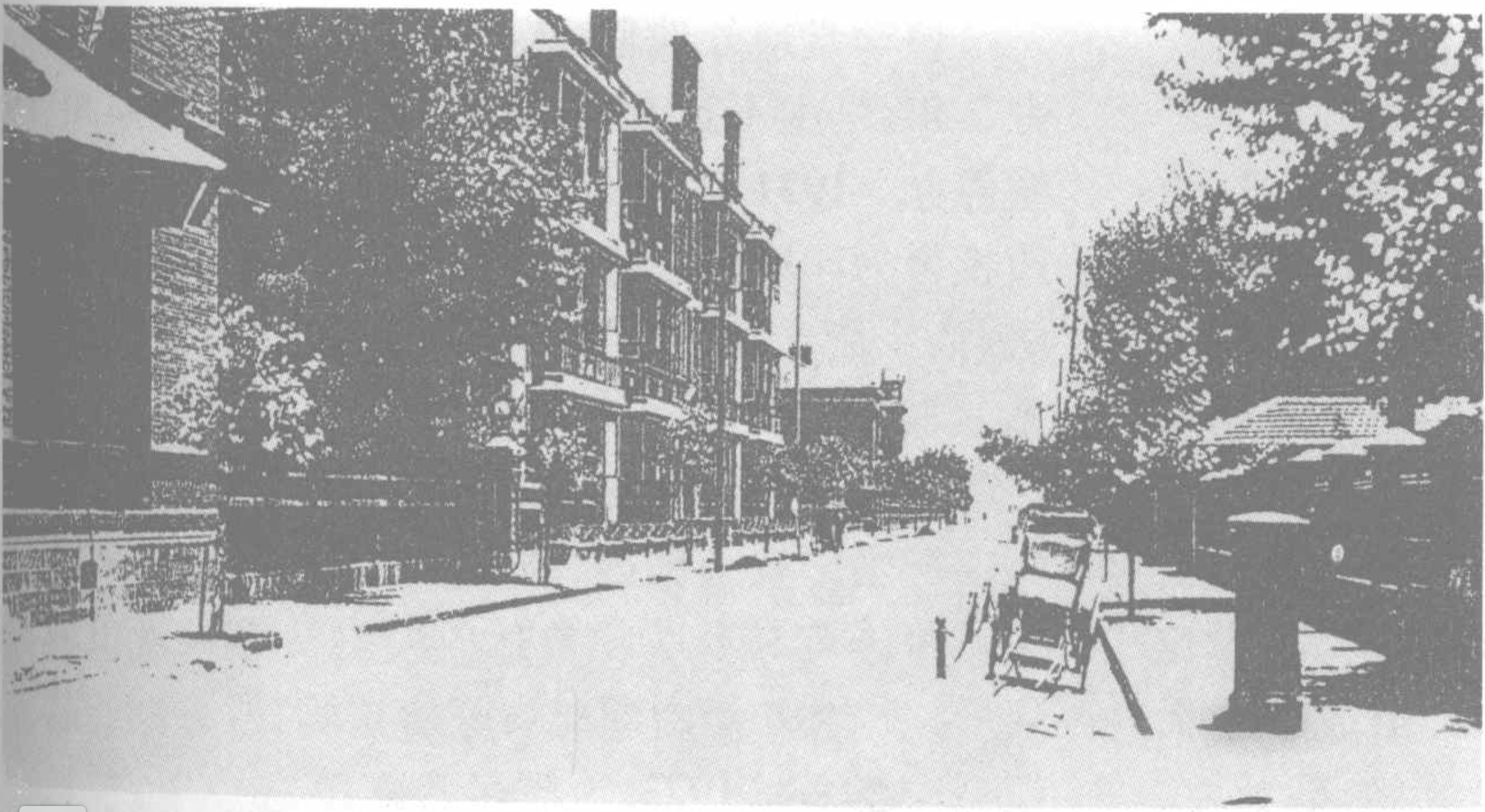
明治寻常高等小学外景

武汉市第二中学坐落在湖北省武汉市江岸区京汉大道与芦沟桥路交汇处，占地48亩，建筑面积约4万平方米，绿化面积约5000平方米。

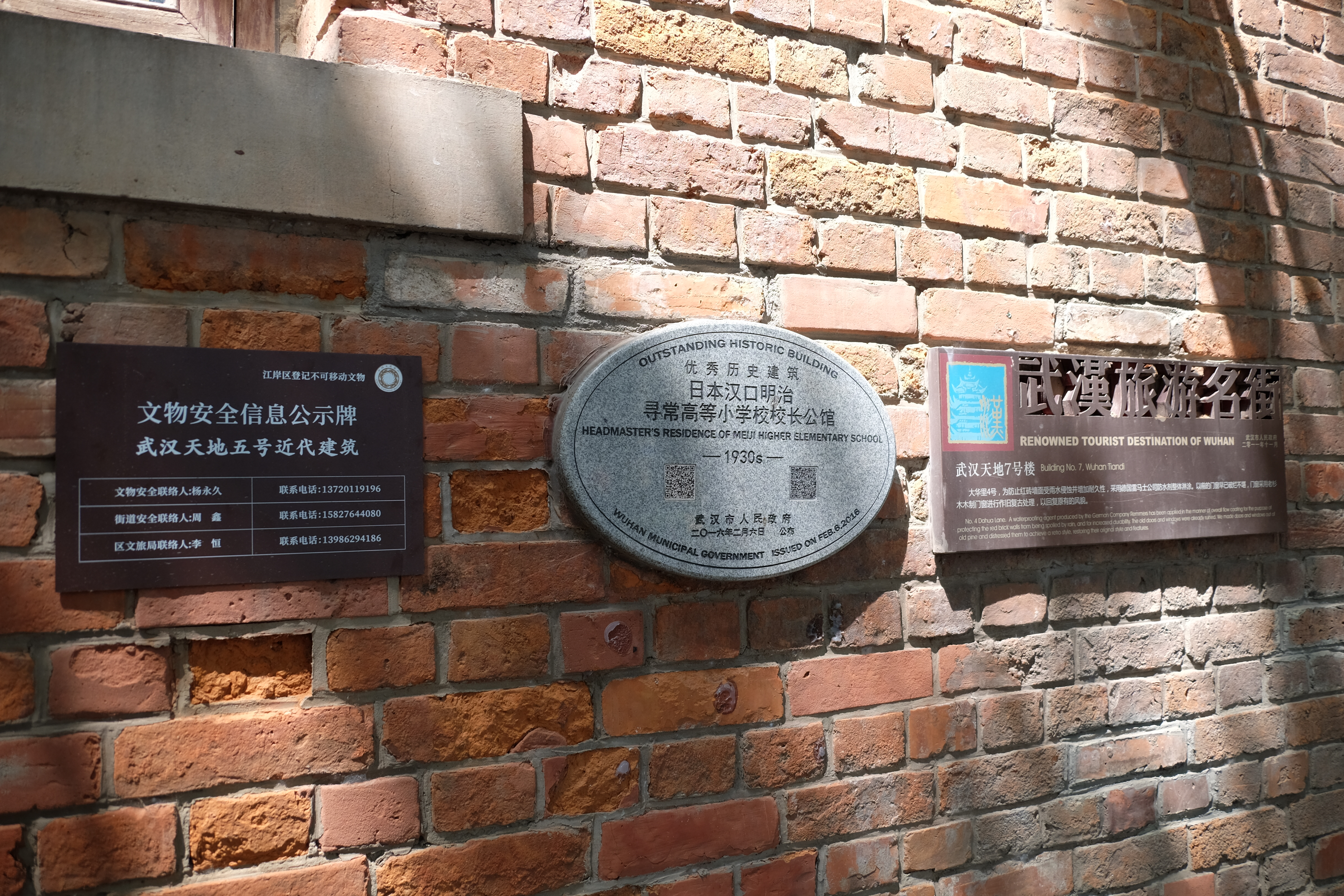
日本汉口明治寻常高等小学校校长公馆武汉市优秀历史建筑标志

学校现址在抗战时期为汉口日租界日本人于1909年为其侨民子女开办，1944年迁至此处的一所小学，名为明治寻常高等小学（一说为明治寻常小学校或明治学校），后遭美军轰炸，于1945年停办。1946年5月，抗战胜利后，汉口市政府委派陈直在原日租界民治小学的废墟上主持筹建汉口市立第二男子中学的工作。后由武汉市第二中学沿用至今。

武汉市第二中学校园布局规整，主干建筑沿卢沟桥路平行分布。校园被1号楼（求真楼）一分为南北两部分。1号楼北侧为北广场，南侧为操场。北广场西侧为科技楼（求实楼），东侧则为行政楼（启迪楼）与2号楼（博学楼），两者为连体建筑。操场东侧紧邻1号楼的是3号楼（致远楼），其南侧为学生食堂及篮球馆。操场南部设有学生公寓（雅行楼）。校园出入口分布便利，北广场向北通往北门，直达芦沟桥路；3号楼东侧设有东门，连接中山大道，毗邻武汉地铁一号线及八号线黄浦路站。

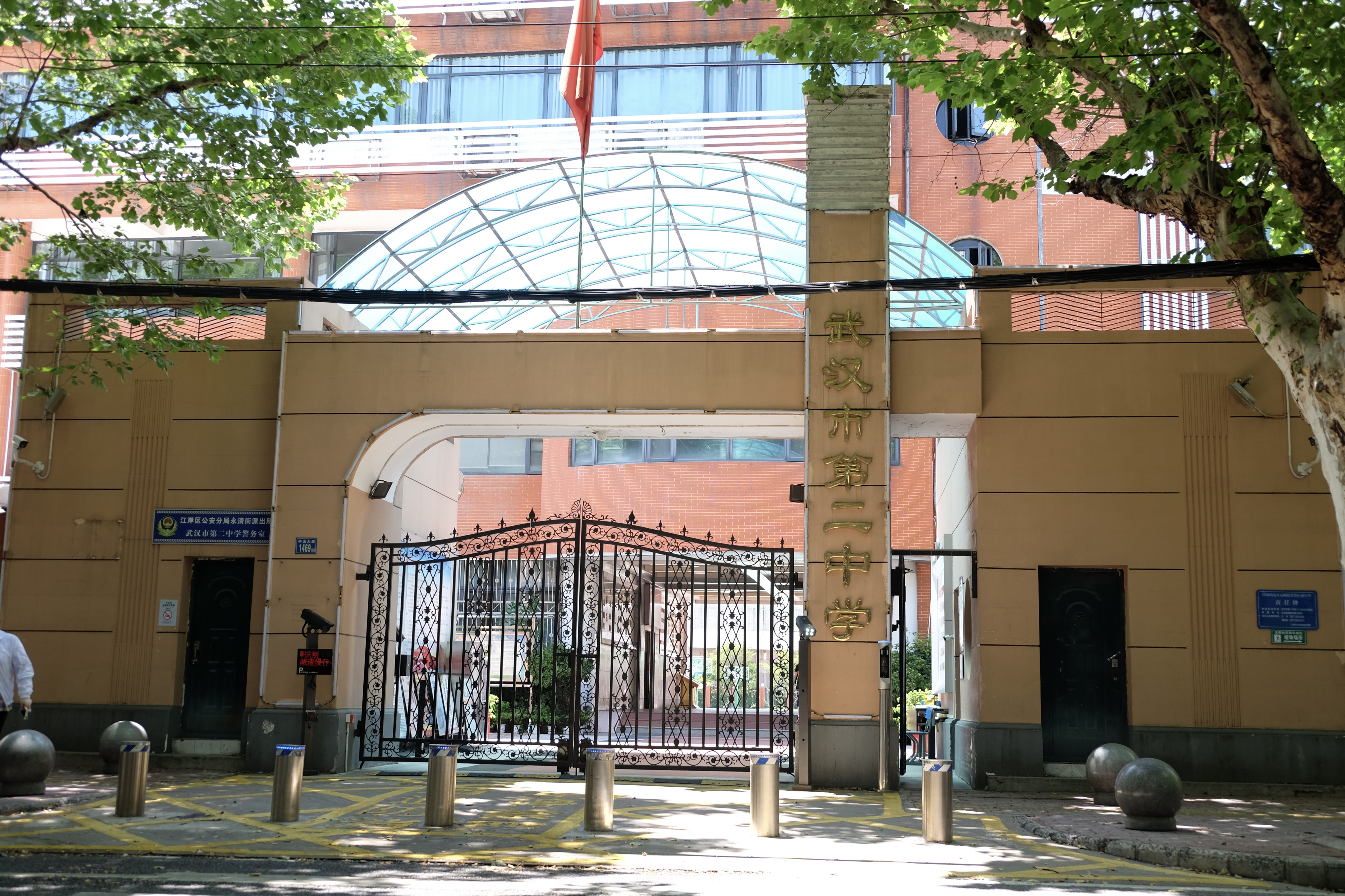
东门
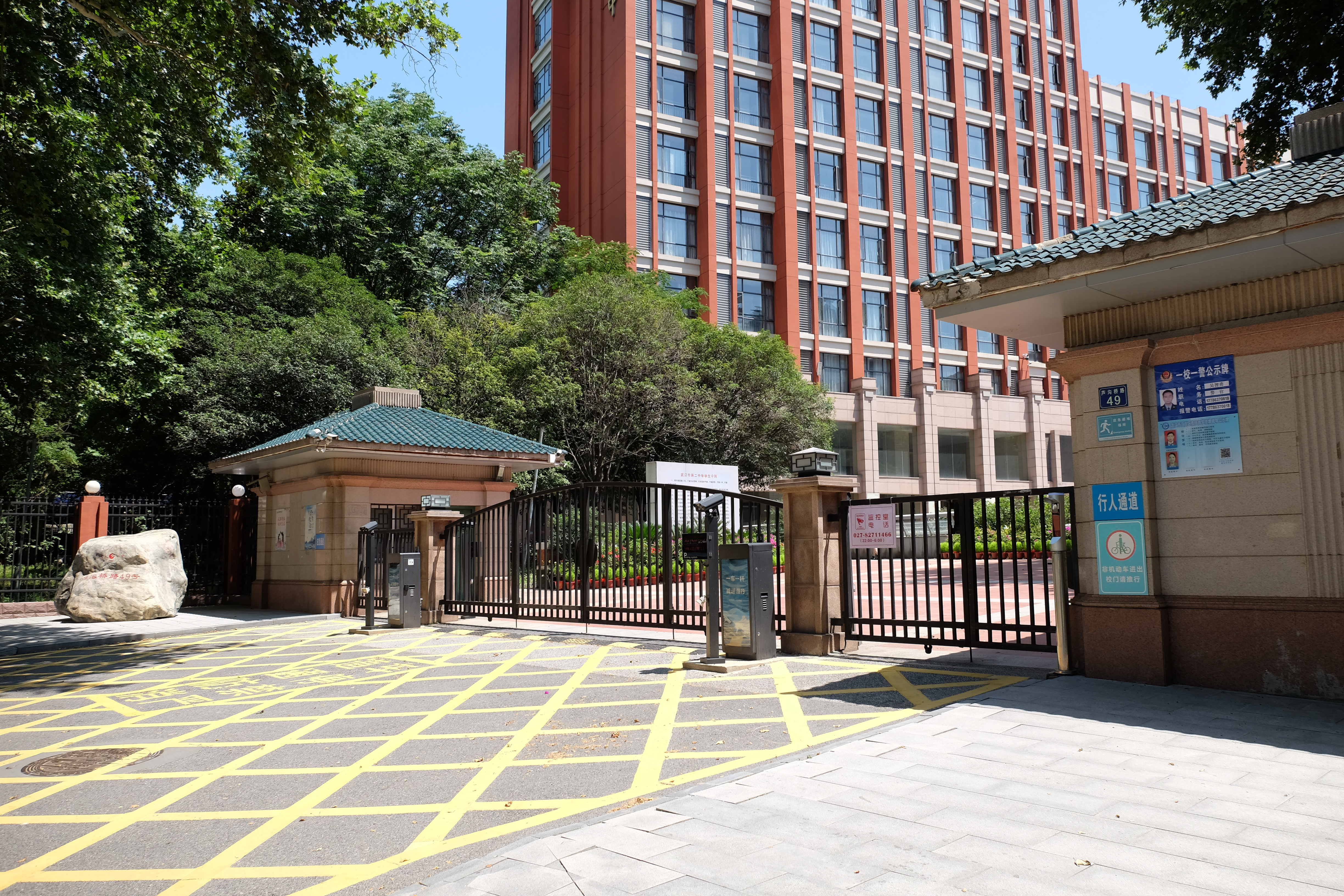
北门
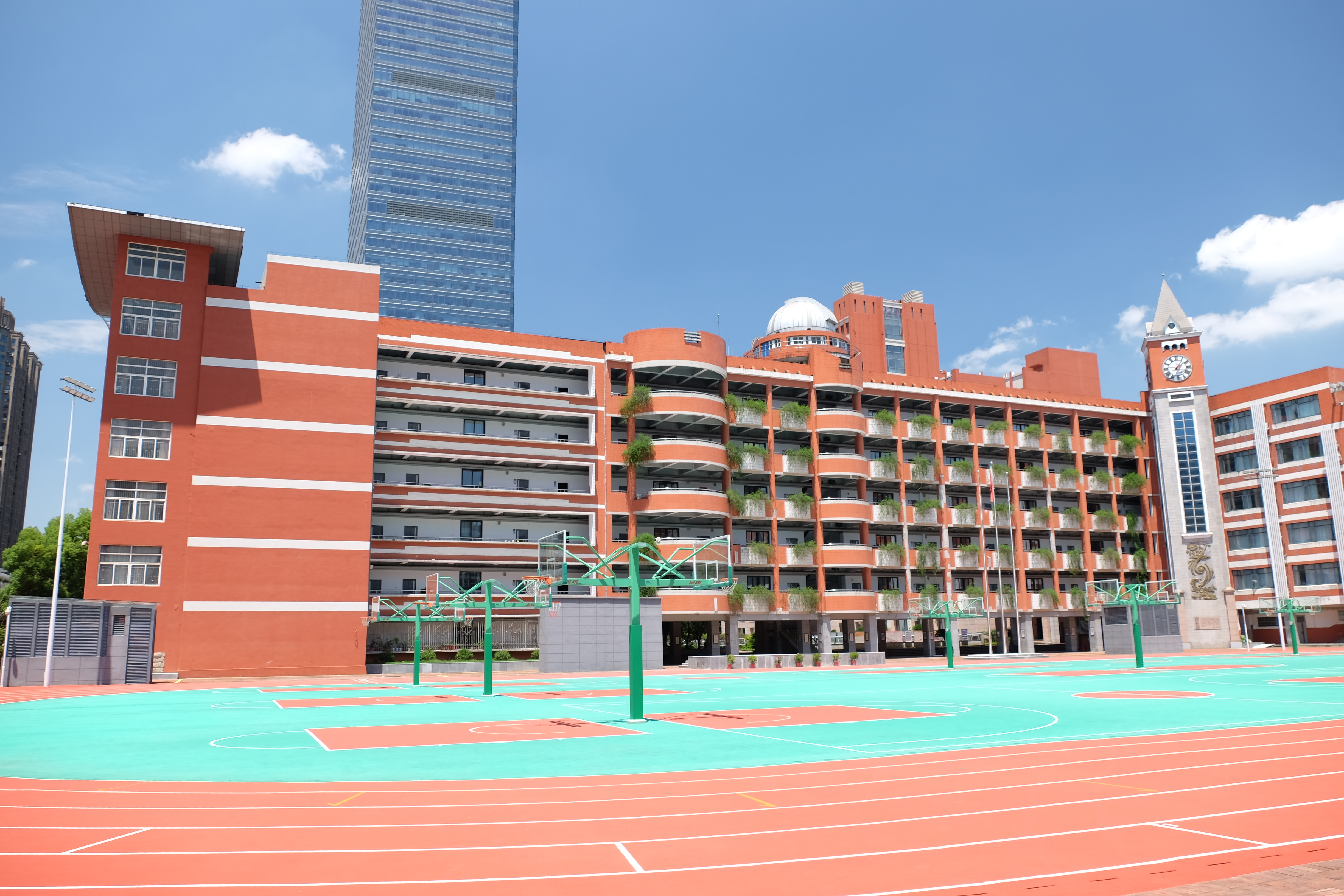
1号楼（求真楼）
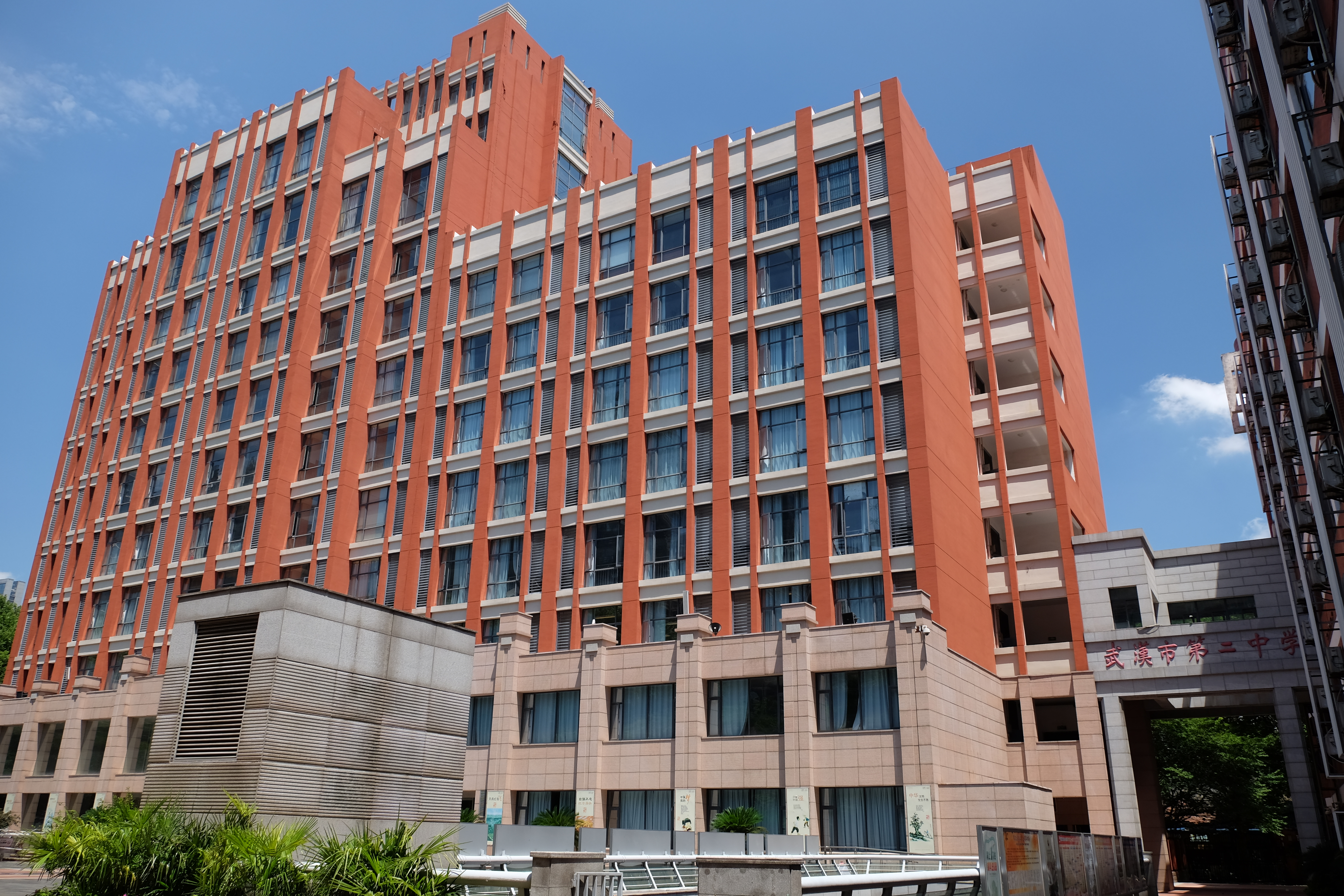
行政楼（启迪楼）（左）和2号楼（博学楼）（右）
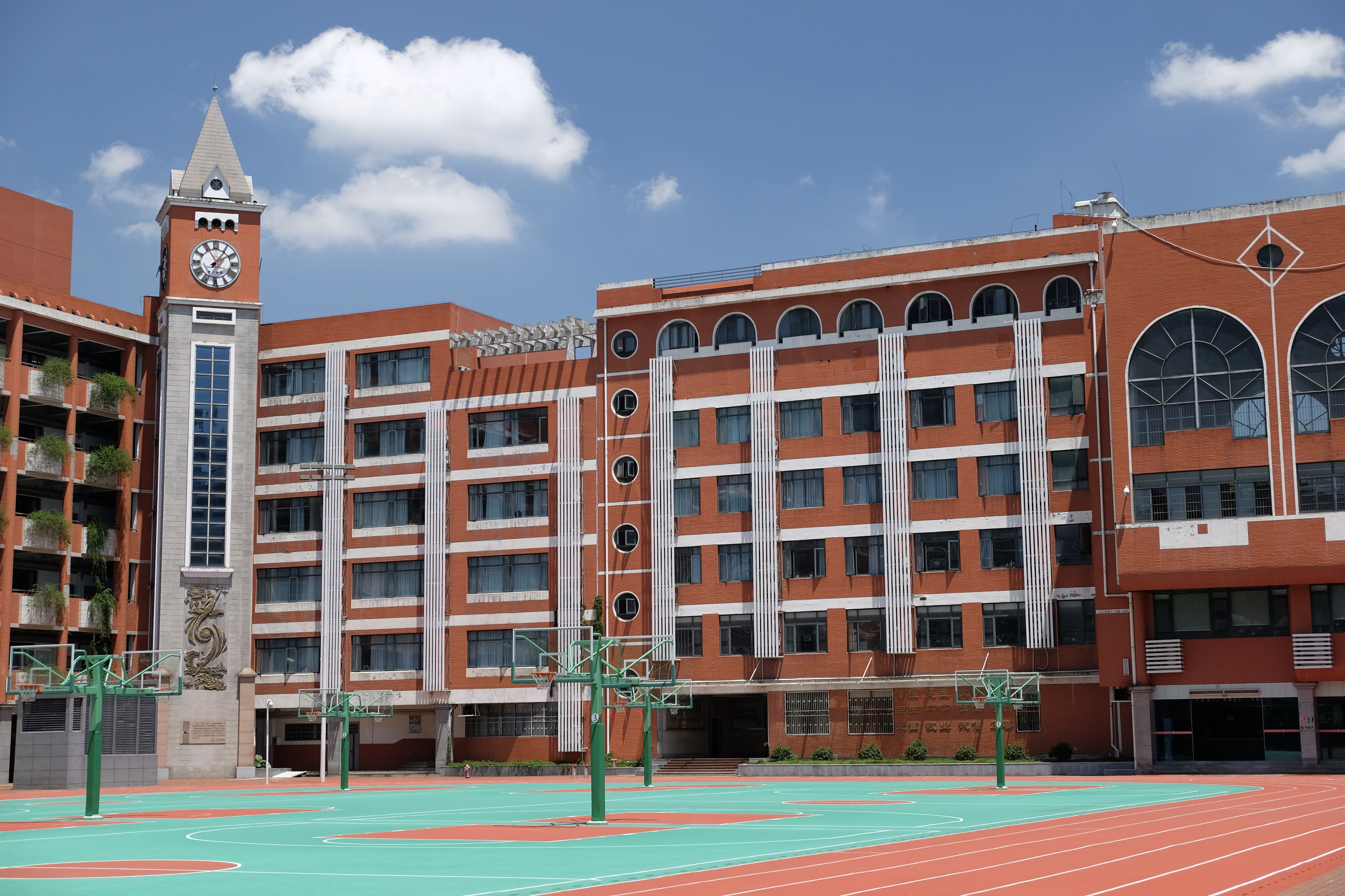
3号楼（致远楼）
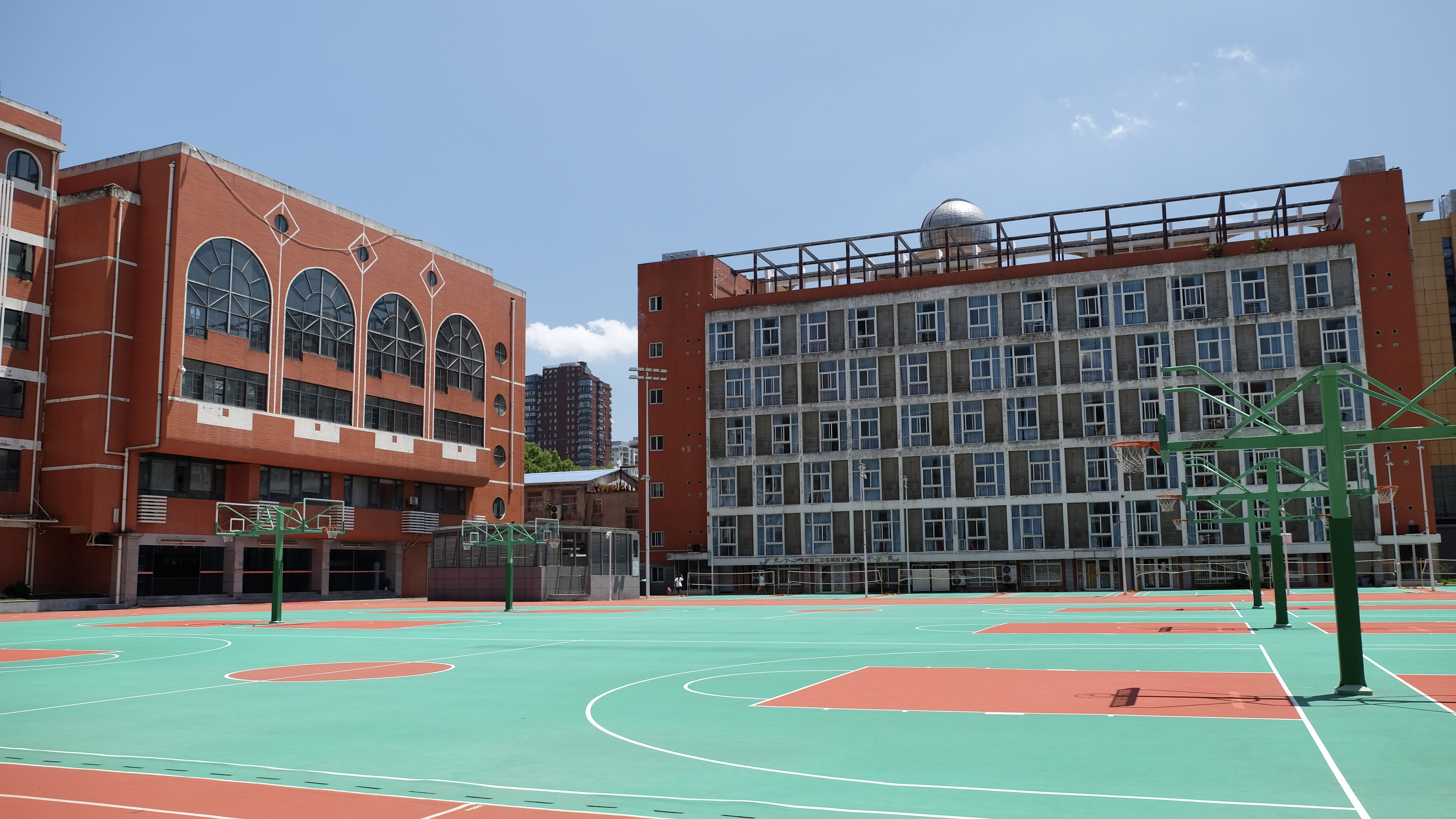
食堂、篮球馆（左）和学生公寓（雅行楼）
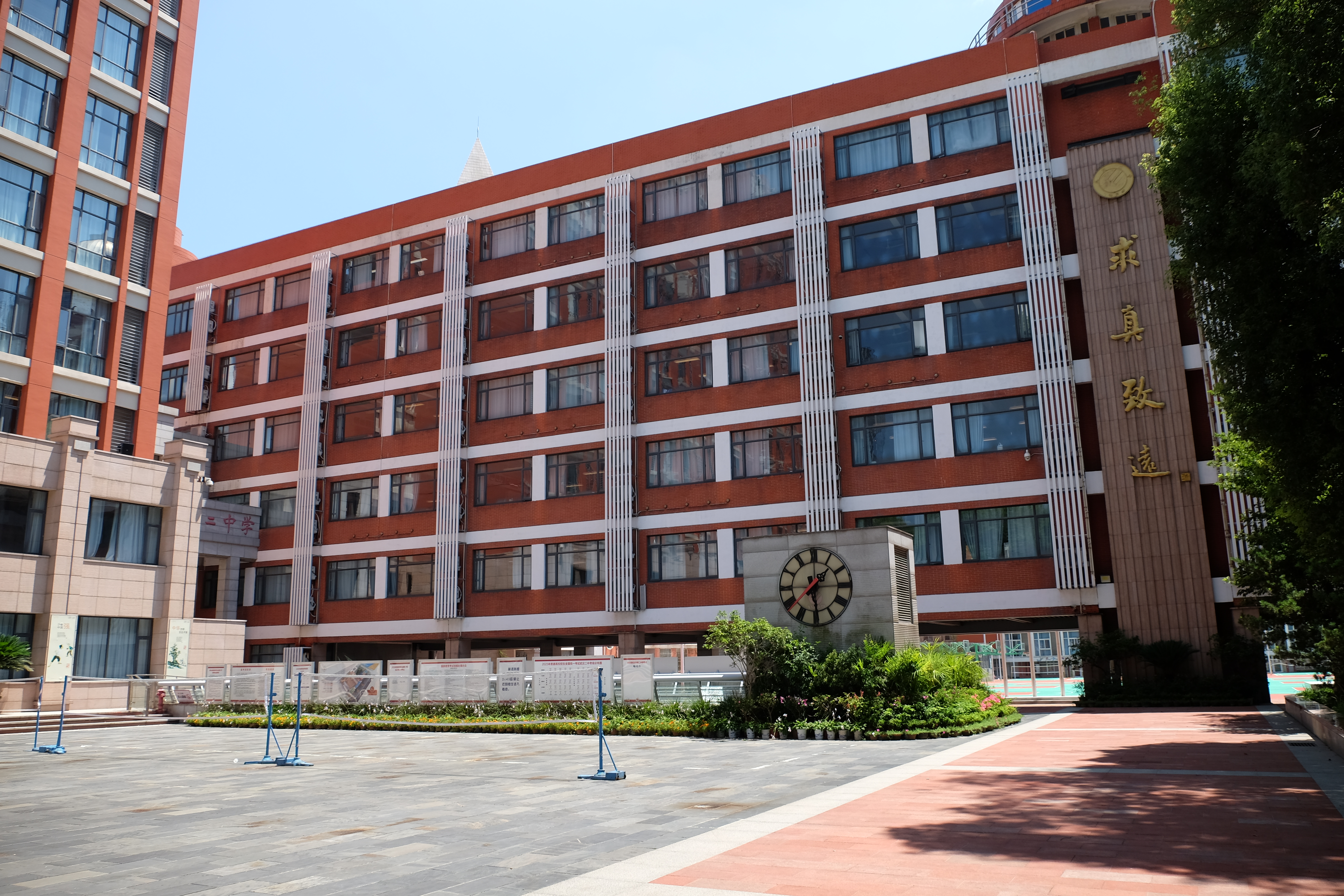
北广场
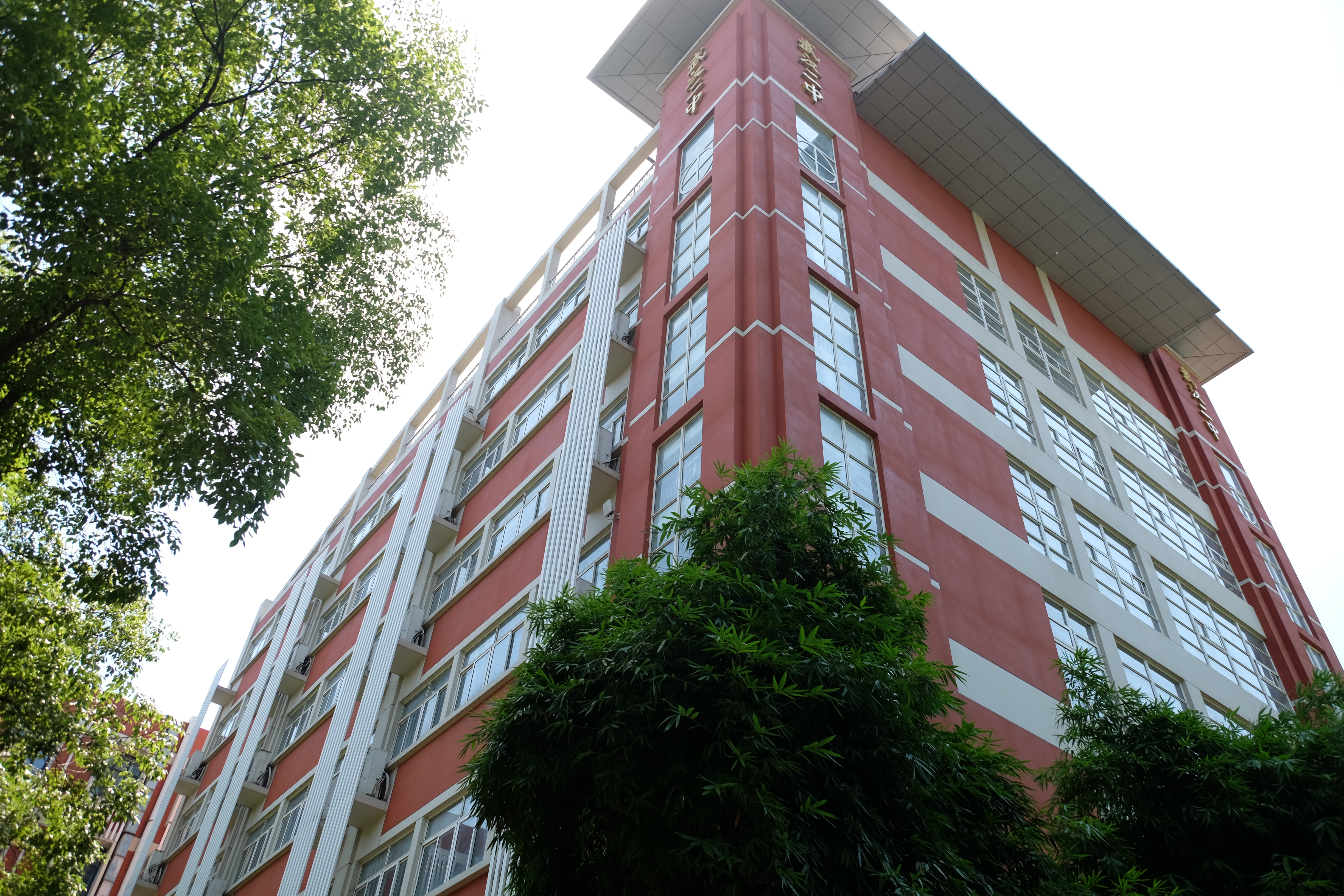
科技楼（求实楼）
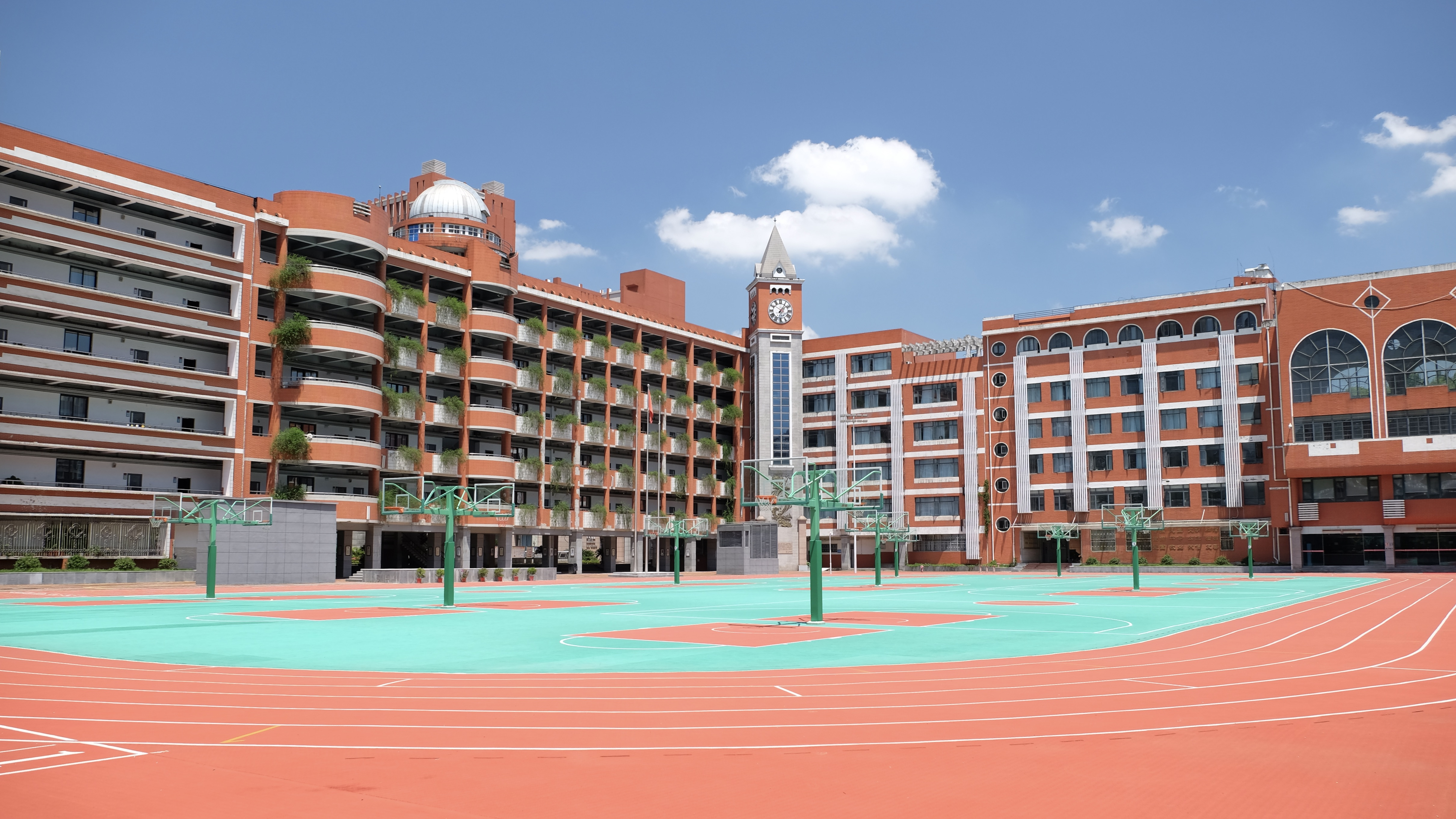
操场

## 历任领导
| 任别 | 姓名   | 职别 | 任职时间    | 资料来源 |
| ---- | ------ | ---- | ----------- | -------- |
| 1    | 郑兰溪 | 校长 | 1940年-不详 | [ 12 ]   |
| 2    | 程文华 | 校长 | 不详-1942年 | [ 71 ]   |

| 任别 | 姓名   | 职别  | 任职时间                    | 资料来源      |
| ---- | ------ | ----- | --------------------------- | ------------- |
| 1    | 程文华 | 校长  | 1942年2月11日-1942年8月13日 | [ 18 ] [ 72 ] |
| 2    | 黄庆云 | 校长  | 1942年8月13日-不详          | [ 7 ]         |
| 3    | 耿佛廑 | 校长  | 不详                        | [ 73 ]        |
| -    | 停 办  | 停 办 | 1944年-1946年               | [ 6 ]         |
| 4    | 陈 直  | 校长  | 1946年-1949年               | [ 74 ]        |

| 任别 | 姓名           | 职别           | 任职时间              | 资料来源      |
| ---- | -------------- | -------------- | --------------------- | ------------- |
| 1    | 方 蔚          | 校长           | 1949年-1951年         | [ 75 ]        |
| 2    | 李成文         | 校长           | 1951年-1956年         | [ 75 ]        |
| 3    | 汪成范         | 校长           | 1956年-1957年         | [ 22 ]        |
| 4    | 何 俦          | 校长           | 1957年-1959年         | [ 75 ]        |
| -    | 悬 缺          | 悬 缺          | 1959年-1962年         | [ 75 ]        |
| 5    | 张师韩         | 校长           | 1962年-1966年         | [ 75 ]        |
| -    | 悬 缺          | 悬 缺          | 1966年-1970年         | [ 75 ]        |
| 6    | 韩振华、石华中 | 革命委员会主任 | 1970年                | [ 75 ]        |
| -    | 悬 缺          | 悬 缺          | 1970年-1972年         | [ 75 ]        |
| 7    | 王山林         | 革命委员会主任 | 1972年-1973年         | [ 75 ]        |
| 8    | 张德斋         | 革命委员会主任 | 1973年-1975年         | [ 75 ]        |
| 9    | 韩文祥         | 革命委员会主任 | 1975年-1978年         | [ 75 ]        |
| -    | 悬 缺          | 悬 缺          | 1978年-1981年         | [ 75 ]        |
| 10   | 庄君明         | 校长           | 1981年-1983年         | [ 75 ]        |
| 11   | 魏环初         | 校长           | 1983年-1992年         | [ 75 ]        |
| 12   | 詹仲振         | 校长           | 1992年-2003年         | [ 75 ]        |
| 13   | 董汉利         | 校长           | 2003年-2013年         | [ 75 ]        |
| 14   | 汪寿光         | 校长           | 2013年-2020年11月12日 | [ 75 ] [ 76 ] |
| 15   | 任能祥         | 校长           | 2020年11月12日至今    | [ 76 ]        |

## 现任领导
| 机构     | 中国共产党武汉市第二中学委员会 | 中国共产党武汉市第二中学委员会 | 武汉市第二中学 | 武汉市第二中学 | 武汉市第二中学 | 武汉市第二中学 |
| 职务     | 书记                           | 副书记                         | 校长           | 副校长         | 副校长         | 副校长         |
| -------- | ------------------------------ | ------------------------------ | -------------- | -------------- | -------------- | -------------- |
| 姓名     | 黄勇                           | 李自青                         | 任能祥         | 肖平安         | 李义平         | 张颖洁         |
| 民族     | 汉族                           | 汉族                           | 汉族           | 汉族           | 汉族           | 汉族           |
| 籍贯     | 湖北省武汉市                   | 重庆市梁平区                   |                | 湖北省麻城市   | 湖北省潜江市   | 湖北省武汉市   |
| 出生日期 | 1970年1月                      | 1973年8月2日                   | 1971年5月      | 1969年12月     | 1976年9月      | 1981年5月      |
| 就任日期 |                                | 2024年                         | 2020年11月12日 | 2019年7月30日  | 2023年12月15日 | 2024年8月29日  |

## 校友
下文列举部分求学或毕业于汉口私立广雅中学、汉口市立第二中学、汉口市立第二男子中学、武汉市第二中学的学生，或曾于此任教的学者和其他有影响力的社会人士。武汉二中校友会酝酿于1994年，1995年成立校友会筹委会，并首先在湖北省襄阳市、湖北省随州市、湖北省应城市分别建立校友会；1996年1月27日在北京市、天津市的校友聚会，建立了武汉二中京津地区校友会。在地区校友会的基础上，又先后建立了班级校友会、年级校友会。1996年2月23日上午，武汉二中校友会代表大会在学校隆重举行。

### 两院院士
武汉二中校友中的中国科学院或中国工程院院士有1975届校友、力学家郑晓静

### 学界
武汉二中在学界中的校友有1952届校友、南开大学历史系原党总支书记、陈潭秋之子陈志远，1956届校友、中南财经政法大学原校长汪行远，1957届校友、长征一号运载火箭总体设计室设计员韩厚健，1962届校友、华中师范大学原副校长、湖北大学原校长蔡勖。

### 政界

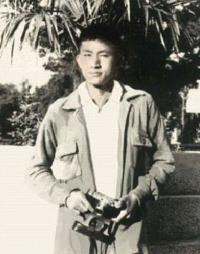
1952届校友、著名新闻记者、新华通讯社原党组书记、原社长郭超人

武汉二中校友中的政界人士有1951届校友、中共中央办公厅国务院办公厅信访局原局长郑幼枚，1952届校友、国务院原副秘书长、国务院参事室原主任徐志坚，1952届校友、著名新闻记者、新华通讯社原党组书记、原社长郭超人，1953届校友、原国防科学技术工业委员会副主任沈椿年，1976届校友、武汉市人大常委会原副秘书长、武汉市民族宗教侨务外事委员会原主任委员王弘岗，1976届校友、第十三届全国人大常委会委员、中国民主促进会湖北省主任委员周洪宇。

### 文学艺术界
武汉二中校友中的文学艺术界人士有1949届校友、男高音歌唱家施鸿鄂，1956届校友、男演员、导演许还山，1959届校友、作家周翼南，1960届校友、广东话剧院一级演员李邦禹，1967届校友、作家卢江林，1972届校友、画家、文艺评论家周解民。

## 其他相关学校

### 武汉市第二寄宿学校
武汉市第二寄宿学校创办于1997年7月，经武汉市教育委员会批准，为武汉市第一所民办公助，进行办学体制改革的试点学校。学校由武汉市海达集团公司和银星租赁公司投资硬件建设，由武汉市第二中学提供师资进行全面教育教学管理，由江岸区教育委员会管理。校址位于汉口解放大道2068号。后停办，停办时间不详。

### 武汉市二中广雅中学
武汉市二中广雅中学，原名武汉市第二中学分校，创建于2001年秋，为全日制初级中学。校址位于汉口江滩边的胜利街310号，占地近24338平方米，现有40多个教学班，2000多名学生。

### 武汉市第二初级中学
武汉市第二初级中学成立于2016年7月，是一所公办全日制初级中学，于2016年8月正式招生，上级主管单位为江岸区教育局。学校分为两个校区，胜利街校区位于胜利街265号，岱山校区位于汉黄路13号。